# Lord High Treasurer
Rigsskatmester (eng.: Lord High Treasurer eller Lord Treasurer) er en gammel engelsk og siden 1707 britisk embedstitel. Embedsindehaveren er leder af Finansministeriet (Her Majesty's Treasury). Tidligere havde embedet den tredje højeste rang blandt de britiske rigsembedsmænd.
Siden Charles Talbot, 1. hertug af Shrewsbury havde embedet en kort periode i 1714, har det ikke været en enkelt person, der har haft embedet. I stedet er embedet blevet varetaget af en gruppe, der kaldes Lords Commissioners of the Treasury. 
I henhold til sædvane er premierministeren First Lord of the Treasury, mens finansministeren (Chancellor of the Exchequer) er Second Lord of the Treasury. Andre medlemmer af regeringspartiet, som regel hentet blandt whips i Underhuset, bliver udnævnt som juniormedlemmer af gruppen. 

## Historie
Rigsskatkammeret ser ud til at være blevet oprettet som en egen enhed omkring 1126. Den gang blev finansielle spørgsmål udskilt fra det embede, der senere blev til Lord High Chamberlain. Skatkammeret var oprindeligt en del af den kongelige husholdning, men i 1216 blev der udnævnt en rigsskatmester, der skulle styre skatkammeret i den tidligere hovedstad Winchester. 
Allerede inden Tudortiden havde rigsskatmesteren fået den tredje højeste rang blandt rigsembedsmændene. 
I det 16. århundrede var rigsskatmesteren blevet den vigtigste af regeringens medlemmer. Han fungerede som de facto premierminister. Dette er særligt tydeligt i tilfældet William Cecil, 1. Baron Burghley, der dominerede Elizabeth 1.s administration fra 1572 til 1598. 

## Nutiden
I 2010 fik Lords Commissioners of the Treasury følgende sammensætning: 
- Premierminister og First Lord –  The Rt. Hon. David Cameron MP
- Chancellor of the Exchequer og Second Lord – The Rt. Hon. George Osborne MP
- Konservative indpiskere (Junior Lords):
  - The Rt. Hon. Desmond Swayne MP (Con)
  - Anne Milton MP (Con)
  - Mark Lancaster MP (Con)
  - David Evennett MP (Con)
  - Robert Goodwill MP (Con)
  - Stephen Crabb MP (Con)